# سیارک ۲۴۲۹۲
سیارک ۲۴۲۹۲ (به انگلیسی: 24292 Susanragan، نامگذاری:1999XV191) بیست و چهار هزار و دویست و نود و دومین سیارک کشف شده‌است که در ۱۲ دسامبر ۱۹۹۹ کشف شد.
قدر مطلق سیارک برابر ۱۷.۸ است.